# 9218 Ishiikazuo
9218 Ishiikazuo este un asteroid din centura principală, descoperit pe 20 noiembrie 1995, de Takao Kobayashi.